# Epicondilo

In rosso: l'epicondilo mediale dell'omero

Per epicondilo (da epi- sopra e condilo convessità articolare) si intende una sporgenza ossea su cui si inseriscono legamenti e muscoli (per mezzo dei tendini), posta al di sopra di un condilo, ovvero di una convessità ossea che forma un'articolazione.
In anatomia umana distinguiamo quattro epicondili: mediali e laterali dell'omero e del femore.
Tra le affezioni dolorose dell'articolazione del gomito abbiamo l'epicondilite o gomito del tennista e l'epitrocleite o gomito del golfista.